# قمل النحل
قمل النحل (باللاتينية: Braula Coeca) وهي حشرة غير مجنحة وتتبع رتبة ذات الجناحين، لونها أحمر بني، طولها 115 مم وعرضها 75 مم ,وجسمها مغطي بشعيرات وليس لها عيوب بسيطة، وتتطفل خارجياً على ملكة النحل والنحل الصغير والذكور وتمتاز بوجود مخالب قوية في نهاية الرسغ الأقصي وتسبب أضرار كيرة لنحل العسل حيث تضايقه في عمله وتستهلك جزء كبير من غذائه ومن غذاء اليرقات أيضاً كما إن تطفلها علي الملكة يضايقها ويقلل من وضع البيض.